# Thane Baker
Walter Thane Baker (nacido el 4 de octubre de 1931) es un atleta retirado estadounidense ganador de cuatro medallas olímpicas, entre ellas una de oro como miembro del relevo 4 x 100 vencedor de los Juegos Olímpicos de Melbourne de 1956 y que además batió el récord del mundo con un tiempo de 39,5 s.
Baker nació en Elkhart, Kansas. En 1953 siendo estudiante de la Universidad de Kansas State, ganó el Campeonato de la NCAA en la prueba de 220 yardas y en 1956 el Campeonato de la AAU en los 200 m.
Antes de los Juegos de Melbourne, Baker igualó el récord de los 100 m que estaba en posesión de Jesse Owens con 10,2 s y también igualó el de los 200 m con 20,6.
- Datos: Q1349594